# أندرو هنتر بويد
أندرو هنتر بويد (بالإنجليزية: Andrew Hunter Boyd) هو محامي وقاضي أمريكي، ولد في 15 يوليو 1849 في وينشستر في الولايات المتحدة، وتوفي في 2 أغسطس 1935.